# Jason Dohring
Jason William Dohring (Toledo, Ohio, 1982. március 30. –) amerikai színész.
Legismertebb szerepe Logan Echolls a Veronica Mars című sorozatban.

## Fiatalkora és családja
Édesapja Doug Dohring üzletember, édesanyja Laurie Dohring üzletasszony. Négy fiatalabb testvére van, két ikeröccse és két ikerhúga: Robert, Jonathan, Kelsey és Kristen. Mind a négy testvére gyermekszínész volt, ahogy Jason is. Két húga a Growing Pains című sorozatban tűnt fel. 

## Pályafutása
Karrierje kezdetén reklámokban szerepelt, illetve mozi- és tévéfilmekben kapott kisebb szerepeket. Feltűnt a Roswell, a Döglött akták, Az ügyosztály, az Amynek ítélve, a JAG – Becsületbeli ügyek, a The Parkers és a Boston Public sorozatok epizódjaiban. Olyan filmekben szerepelt, mint a Deep Impact (1998) és a Fekete Cadillac (2003).
2004-ben a dél-kaliforniai gazdag srác, Logan Echolls szerepében vált ismertté a Veronica Mars című sorozatban. 2014-ben az azonos című filmben is megismételte a szerepet. Miután a sorozat 2007-ben befejeződött, Jason szerepet kapott a Warner Bros. és a CBS által közösen jegyzett Holdfény című romantikus drámasorozatban. 
2015 és 2017 között a The Originals – A sötétség kora visszatérő szereplője volt. 2017-től 2018-ig az iZombie sorozatban kapott szerepet. 2021-ben a SEAL Team visszatérő szereplőjeként tűnt fel a képernyőn. 

## Magánélete
2004 óta Lauren Kutner házastársa, négy gyermekük született. Szcientológus, szakmai sikereit az egyház tanításainak tulajdonítja.
Tapasztalt síelő, emellett imád snowboardozni, vízisíelni, golfozni és bokszolni.

## Filmográfia
- 2013 - A kiválasztottak : Ölj, vagy meghalsz … Killian McCrane
- 2012 -  Supernatural … Chronos ("Time After Time")
- 2011 -  Ringer … Mr. Carpenter
- 2011 - Searching for Sonny … Elliot Knight
- 2010 - Hazudj, ha tudsz! : Az ördög maga … Martin Walker
- 2007 - Moonlight … Josef Kostan
- 2004 - The Division … Wes (Zero Tolerance: Part 1, Part 2)
- 2004 - Veronica Mars … Logan Echolls
- 2002 - JAG – Becsületbeli ügyek … James Oliphant (Code of Conduct)
- 2001 - Roswell … Jerry (Cry Your Name)
- 2001 - Train Quest … Joshep
- 2001 - The Parkers … Nerdy Guy (Take the Cookies and Run)
- 2000 - Ready to Run … B. Moody
- 1998 - Deep Impact … Harold